# Al Iafrate
Albert Anthony "Al" Iafrate, född 21 mars 1966, är en amerikansk före detta professionell ishockeyspelare som tillbringade tolv säsonger i den nordamerikanska ishockeyligan National Hockey League (NHL), där han spelade för ishockeyorganisationerna Toronto Maple Leafs, Washington Capitals, Boston Bruins och San Jose Sharks. Han producerade 463 poäng (152 mål och 311 assists) samt drog på sig 1 301 utvisningsminuter på 799 grundspelsmatcher. Han spelade även på lägre nivå för Belleville Bulls i OHL.
Han draftades i första rundan i 1984 års draft av Toronto Maple Leafs som fjärde spelare totalt.
Iafrate var känd för sin säregna personlighet och främst för sitt enorma slagskott som under 1993, uppmättes till 169,3 km/h, ett rekord som stod sig i 16 år när Boston Bruins stjärnback Zdeno Chára sköt ett hårdare slagskott som uppmättes till 169,6 km/h.